# اسپتاک (کنتیکت)
اسپتاک (به انگلیسی: Aspetuck) یک منطقهٔ مسکونی در ایالات متحده آمریکا است که در کنتیکت واقع شده‌است.